# 天津新金融投资
天津新金融投资有限责任公司，由天津市政府批准组建的国有企业，是开发建设于家堡金融区的主体公司，注册资本金20亿元人民币。

## 业绩
天津新金融投资有限责任公司和美国洛克菲勒家族的罗斯洛克资本有限公司合资而建罗斯洛克（天津）股权投资基金管理有限公司（英語：Rose Rock(Tianjin)），建设于家堡的罗斯洛克国际金融中心。